# Апаршин Іван Михайлович
Іван Михайлович Апаршин (нар. 25 травня 1956, Берлін, НДР) — радянський та український військовик. Полковник запасу.
Помічник Керівника Офісу Президента України Андрія Богдана. Генеральний директор Директорату з питань національної безпеки та оборони ОПУ.

## Освіта
1973 року закінчив київську середню школу № 180, має вищу освіту. Закінчив Київське вище загальновійськове командне училище ім. Фрунзе — інженер з експлуатації гусеничних та колісних машин (1977), Військову академію ім. Фрунзе — офіцер з вищою військовою освітою (1985), Національну академію оборони України — магістр державного військового управління (2000).

## Кар'єра
- 1977–2000  — служба на офіцерських посадах: командир взводу, роти, батальйону, начальник штабу полку та штабних посадах у Генеральному штабі Збройних сил України;
- 2001–2005  — юрисконсульт, заступник директора ТОВ «Стиролоптфармторг»;
- 2005 — помічник Міністра оборони України Управління організаційно-аналітичного забезпечення роботи Міністра оборони України (патронатна служба);
- 2005–2007  — директор Департаменту воєнної політики та стратегічного планування Міністерства оборони України;
- 2007–2008  — головний інспектор Міністерства оборони України;
- 2008–2010 — перший заступник начальника Управління оборонно-мобілізаційної роботи Секретаріату Кабінету Міністрів України;
- 2010–2011  — начальник Управління оборонної та безпекової політики Секретаріату Кабінету Міністрів України;
- 2011–2014  — заступник директора Департаменту фахової експертизи, начальник Управління експертизи в сфері безпеки і оборони Секретаріату Кабінету Міністрів України.
- 2019  — консультант Зеленського у сфері національної безпеки і оборони.[3]

Член Міжвідомчої комісії з політики військово-технічного співробітництва та експортного контролю.

## Політична діяльність
Безпартійний. На парламентських виборах 2014 р. був під № 9 у виборчому списку «Громадянської позиції».

## Особисте життя
Мати — Наталія Трохимівна, батько — Михайло Іванович, помер 1994 року.
Одружений. Має одну дитину, одного онука.